# La Rue-Saint-Pierre, Seine-Maritime

La Rue-Saint-Pierre este o comună în departamentul Seine-Maritime, Franța. În 1 ianuarie 2022 avea o populație de 784 de locuitori.